# 中原俊
中原 俊（なかはら しゅん、1951年5月25日 - ）は、日本の映画監督である。本名：中原 俊弘（なかはら としひろ）。日本映画大学教授。ポルノ映画から出発し、以降はジャンルに囚われずに様々な題材を広く取り扱う。

## 来歴
鹿児島市草牟田出身。ラ・サール高等学校、東京大学文学部宗教学科を卒業。1976年に日活に入社する。鈴木清順、大林宣彦、市川崑、根岸吉太郎等の助監督を務めた。
1982年に日活ロマンポルノの『犯され志願』でデビュー。以降日活ロマンポルノにて活動し、1985年に日活を退社しフリーとなる。
フリーランスになってからは、一般映画・テレビドラマ・オリジナルビデオへと活動の幅を広げる。
1990年11月に、吉田秋生原作の『櫻の園』を発表する。そして1991年12月には、三谷幸喜脚本の『12人の優しい日本人』を発表。以降もコンスタントに作品を発表している。

## 監督作品

### 劇場映画
- 『犯され志願』:1982年。
- 『奴隷契約書 鞭とハイヒール』:1982年。
- 『聖子の太股 女湯小町』:1982年。
- 『宇能鴻一郎の姉妹理容室』:1983年。
- 『ボクのおやじとぼく』:1983年（日活児童映画）。
- 『3年目の浮気』:1983年。
- 『縄姉妹 奇妙な果実』:1984年。
- 『イヴちゃんの花びら』:1984年。
- 『初夜の海』:1984年。
- 『ボクの女に手を出すな』:1986年。脚本兼任。
- 『メイク・アップ』:1987年。
- 『シャコタン☆ブギ』:1987年。
- 『猫のように』:1988年。
- 『Doki Doki ヴァージン もういちど I LOVE YOU』:1990年。脚本兼任。
- 『櫻の園』:1990年。
- 『12人の優しい日本人』:1991年。
- 『シーズン・オフ』:1992年。
- 『Lie lie Lie』:1997年。
- 『コキーユ〜貝殻』:1999年。[1]
- 『歯科医』:2000年。
- 『カラフル』:2000年。
- 『コンセント』:2001年。[2]
- 『富江最終章 禁断の果実』:2002年。
- 『でらしね』:2002年。
- 『DVドメスティック・バイオレンス』:2004年。
- 『苺の破片』:2004年。髙橋ツトムと共同で監督。[3][4]
- 『素敵な夜、ボクにください』:2007年。
- 『落語娘』:2008年。
- 『櫻の園 -さくらのその- 』:2008年。1990年版とは直接関係のないストーリーのインスパイア作品。
- 『魔法遣いに大切なこと』:2008年。
- 『団地妻 昼下りの情事』:2010年。

### テレビドラマ
- 『払い戻した恋人』:1985年10月。フジテレビジョン「木曜ドラマストリート」（テレビドラマ初監督）
- 『桃尻娘』『帰ってきた桃尻娘』:1986年2月、8月。フジテレビジョン「木曜ドラマストリート」
- 『松ヶ枝町サーガ』：1995年10月15日～11月5日。全4回。（NHK-BS2）[5]
- 『スカイハイ』:2003年・2004年（テレビ朝日）
- 『女の中の二つの顔』:2004年（テレビ東京）
- 『ウメ子』:2005年（TBS）
- 『恋する日曜日』セカンドシーズン「バージン・ロード」「恋の唄」・第3シーズン「綾子の恋」:2005年・2007年（BS-i）
- 『さよならが言えなくて』:2009年（朝日放送）

### オリジナルビデオ
- 『闇金の帝王・銀と金』シリーズ:1993-1994年、1-2巻
- 『欲望だけが愛を殺す』:1994年
- 『姉は女教師』:2000年（ソフト・オン・デマンド）

## 受賞歴
- 1983年:『犯され志願』
  - 第4回ヨコハマ映画祭 新人監督賞。
- 1991年:『櫻の園』
  - 芸術選奨新人賞映画部門
  - 第64回キネマ旬報ベスト・テン 日本映画監督賞、日本映画ベスト・テン第1位
  - 第12回ヨコハマ映画祭 作品賞、 監督賞
  - 第45回毎日映画コンクール 優秀作品賞
  - 第14回日本アカデミー賞 優秀作品賞、優秀監督賞[6]
  - 高崎映画祭 最優秀作品賞、最優秀監督賞
  - 第28回ゴールデン・アロー賞 映画賞
- 1992年:『12人の優しい日本人』
  - 文化庁優秀映画作品賞
- 2000年:『コキーユ〜貝殻』
  - 第9回日本映画批評家大賞 作品賞